# Årets stadskärna
Årets stadskärna är en utmärkelse som varje år sedan 1995 tilldelas en stad i Sverige som på ett framgångsrikt sätt utvecklat stadskärnan genom tydliga mål och god samverkan mellan platsens nyckelaktörer. Nomineringar och vinnare utnämns av organisationen Svenska Stadskärnor.

## Svenska Stadskärnor
Organisationen Svenska Stadskärnor grundades 1993 i Örebro med syftet att värna om stadskärnan och möta utvecklingen av den alltmer ökade externhandeln. Bland de omkring 180 medlemmarna ingår kommuner, samverkansorganisationer, konsultföretag, arkitektkontor samt nätverket Sveriges Centrum- och platsutvecklare. Internationellt samarbetar man med organisationer i bland annat USA, Nederländerna och Storbritannien. Verksamhet sägs drivas med fyra nyckelord: inspirera, utbilda, stödja och påverka. 

## Pristagare
- 2024 Södertälje
- 2023 Malmö
- 2022 Helsingborg
- 2019 Östersund
- 2018 Linköping
- 2017 Västervik
- 2016 Varberg
- 2015 Örebro
- 2014 Kristianstad
- 2013 Västerås
- 2012 Visby
- 2011 Borås
- 2010 Växjö
- 2009 Linköping
- 2008 Örnsköldsvik
- 2007 Ystad
- 2006 Skellefteå
- 2005 Malmö
- 2004 Härnösand
- 2003 Helsingborg
- 2002 Åmål
- 2001 Örnsköldsvik
- 2000 Malmö
- 1999 Sundsvall
- 1998 Falun
- 1997 Linköping och Katrineholm
- 1996 Örebro och Bollnäs
- 1995 Jönköping